# Бухар-Жирауски район
Бухар-Жирауски район (на казахски: Бұқар жырау ауданы) е съставна част на Карагандинска област, Казахстан, с обща площ 14 420 км2 и население 56 905 души (по приблизителна оценка към 1 януари 2020 г.).
Административен център е Ботакара.